# هیمن ۷۷۳۸
سیارک ۷۷۳۸ (به انگلیسی: 7738 Heyman، نامگذاری:1981WS1) هفت هزار و هفتصد و سی و هشتمین سیارک کشف شده‌است که در ۲۴ نوامبر ۱۹۸۱ کشف شد.
قدر مطلق سیارک برابر ۱۴٫۰۰ است.